# Меджит

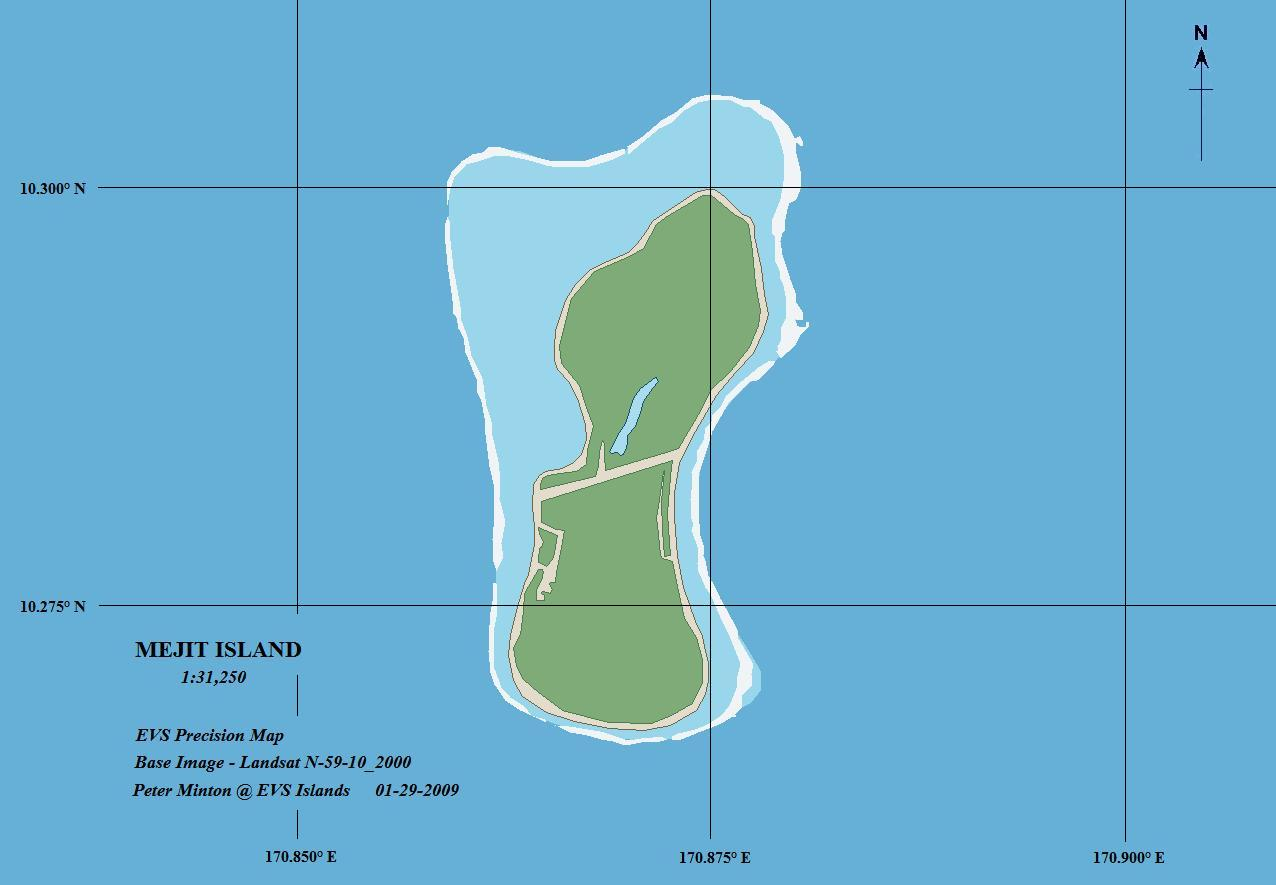
Карта острова Меджит

Меджит (Мязеть) (англ. Mejit, марш. Mājej [mʲæzʲɛ̯ɛtʲ], Mājeej [mʲæzʲeːtʲ]) — один из нескольких островов в составе Маршалловых Островов. Является частью цепи Ратак. Площадь — 1,86 км². Население 348 человек (2011). Остров густо покрыт зарослями пандануса, хлебного дерева и таро. Имеется озеро с чистой пресной водой и местным видом уток. Известен циновками из листа пандануса.
Первыми из европейцев, остров Меджит увидели члены испанской экспедиции Руи Лопеса де Вильялобоса в декабре 1542 года по пути из Мексики на Филиппины. 9 января 1565 года испанский конкистадор и мореплаватель Мигель Лопес де Легаспи назвал остров Лос-Барбудос (по-испански «Бородатый») из-за длинных бород его обитателей.
В 1817 году остров был повторно открыт русской экспедицией на бриге «Рюрик» под командованием О. Е. Коцебу, который назвал его остров Нового Года. 1 января 1817 года с салинга брига матрос заметил низменный, поросший лесом одиночный остров. На следующий день, когда «Рюрик» приблизился к острову, навстречу судну выплыли семь небольших лодок с местными жителями, которых Коцебу описывает как высоких ростом и худощавых. Все тело, кроме лица у них было покрыто татуировками, в ушах проделаны отверстия диаметром более 3 дюймов (7,5 см.) в которые вставлялись свернутые листья или украшения. Намерение высадиться на берег не было осуществлено из-за большого количества вооруженных копьями воинов, но меновая торговля прошла успешно и бойко. На берегу и на лодках находилось около 200 островитян, причем среди них почти не было женщин и детей, которые укрылись в глубине острова. Путешественники отметили, что на острове произрастает большое количество пандановых деревьев, и очень мало кокосовых пальм.
3 января бриг отправился дальше на запад и уже на следующий день обнаружил большой коралловый риф, названный островом Румянцева.